# KLIA Ekspres
KLIA Ekspres là một tuyến đường sắt sân bay tốc hành phục vụ cho Sân bay quốc tế Kuala Lumpur (KLIA) ở Malaysia. Nó chạy từ KL Sentral, một nhà ga trung tâm của Kuala Lumpur đến ga Terminal 1 và Terminal 2 của KLIA. Tuyến này là một trong hai tuyến trên hệ thống Express Rail Link (ERL), dùng chung đường ray với KLIA Transit. KLIA Transit dừng tại toàn bộ các nhà ga trên tuyến, trong khi KLIA Ekspres là một dịch vụ chạy không dừng giữa KL Sentral và KLIA Terminal 1 và 2. Nó được quản lý bởi Express Rail Link Sdn. Bhd. (ERL).

## Thông tin tuyến
KLIA Ekspres phục vụ cho ba nhà ga. Dịch vụ chạy không dừng từ KL Sentral đến ga Terminal 1 và Terminal 2 của KLIA, bỏ qua ba nhà ga ở giữa thuộc dịch vụ KLIA Transit.
| Mã ga | Tên        | Hình ảnh | Loại ke ga          | Ghi chú |
| KE1   | KL Sentral |          | Ga cuối (Ke ga bên) | Ga cuối phía Bắc Ga chung với với KT1 ERL KLIA Transit. Ga liên kết, không có tích hợp khu vực trả phí, đến: - KA01 KS01 Tuyến KTM Động Batu-Pulau Sebang, Tuyến KTM Tanjung Malim-Cảng Klang, Ga KTM KL Sentral-Terminal Skypark và KTM ETS - KJ15 Tuyến LRT Kelana Jaya - Cầu bộ hành liên kết MR1 KL Monorail thông qua trung tâm mua sắm NU Sentral (KL Sentral Monorail) - Cầu bộ hành liên kết KG15 Muzium Negara trên Tuyến MRT Kajang. |
| KE2   | KLIA T1    |          | Đảo ke ga           | Ga chung với với KT5 ERL KLIA Transit. |
| KE3   | KLIA T2    |          | Ga cuối (Island)    | Ga cuối phía Nam Ga chung với với KT6 ERL KLIA Transit. |

### Mở rộng

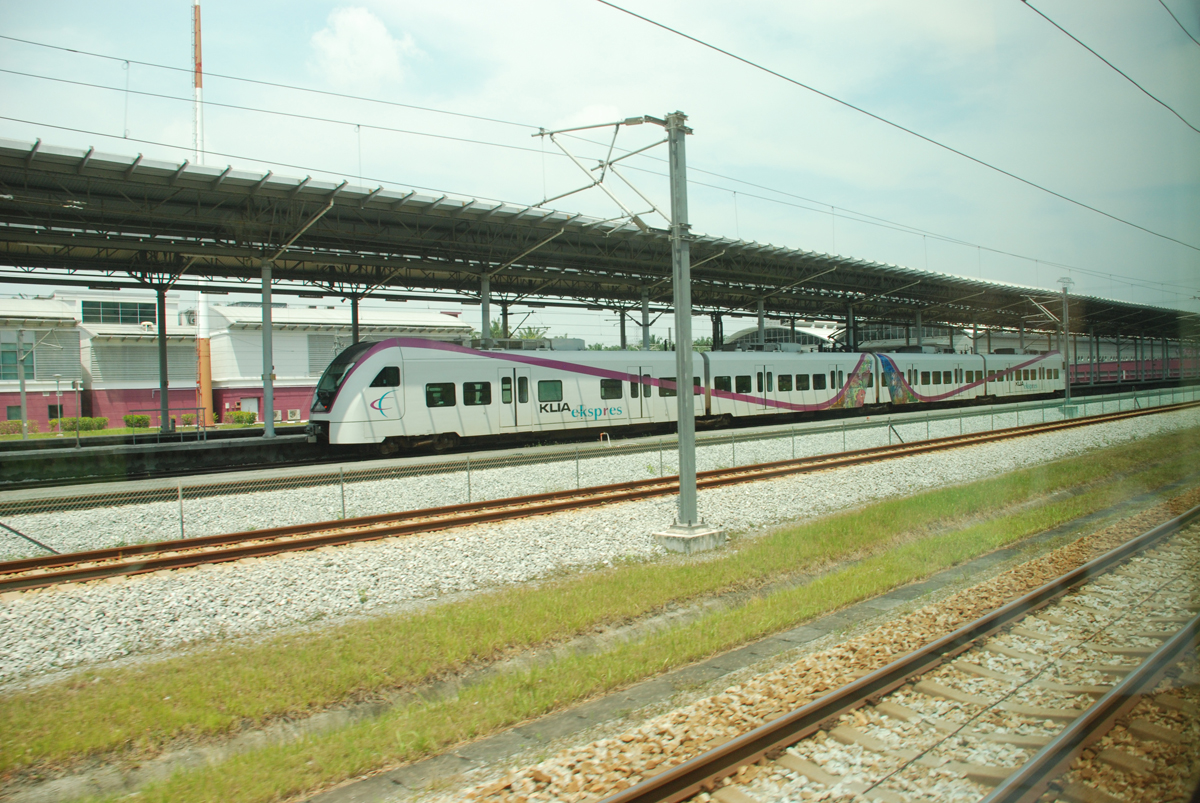
Tàu KLIA Ekspres tại depot Salak Tinggi.

Đoạn mở rộng 2,14 km (1,33 mi) đến terminal mới được hoàn thành vào năm 2013. Dịch vụ thương mại bắt đầu vào ngày 1 tháng 5 năm 2014, khi KLIA2 mở. Thời gian chạy trong ga từ KLIA Terminal đến terminal mới chỉ mất 3 phút với mức phí là RM2.

## Đầu tàu
|                          |                                                                                                  |
| Mã                       | - Desiro ET 425 M Electric Multiple Unit - CRRC Changchun Equator Electric Multiple Unit         |

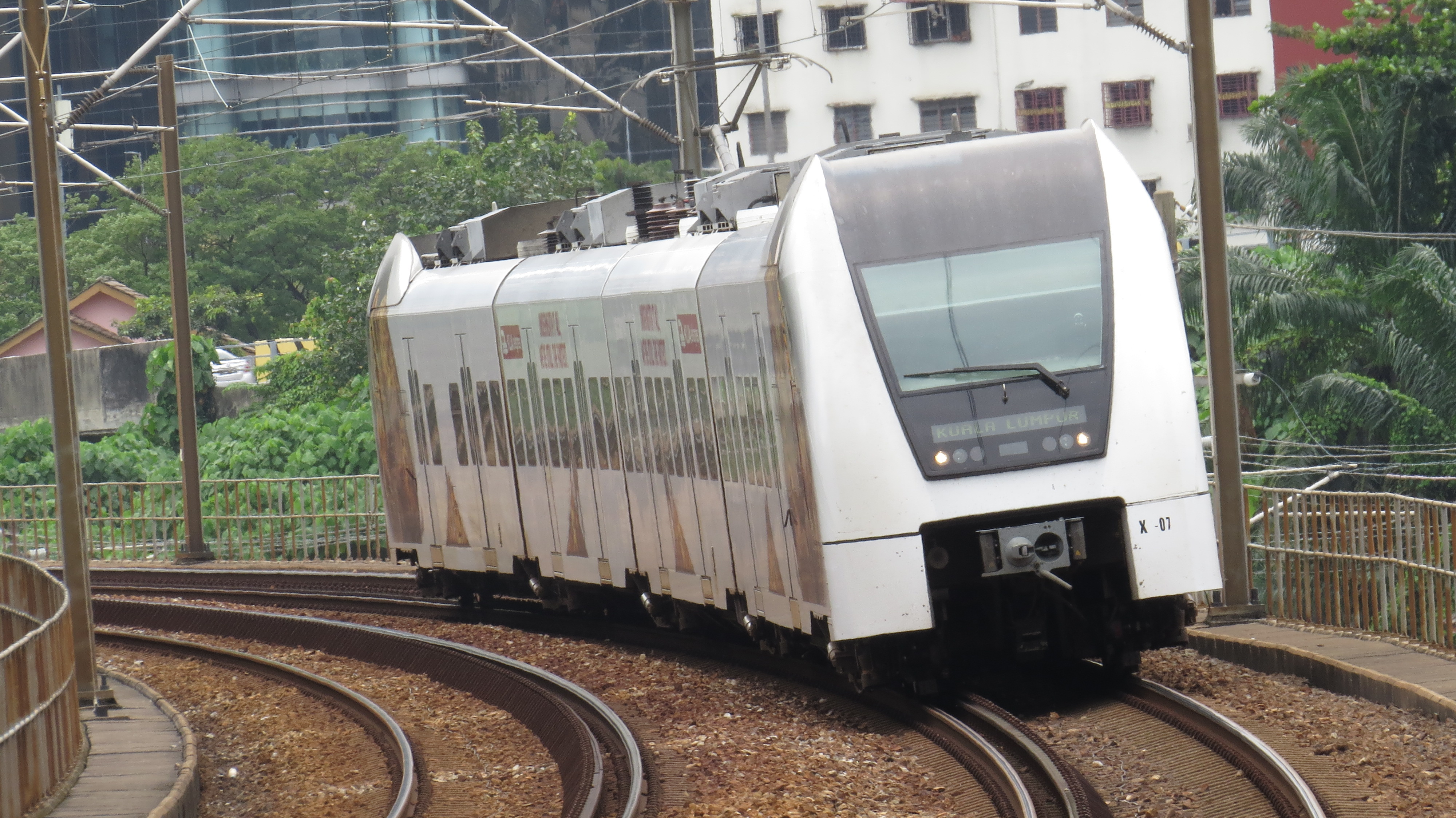
Tàu KLIA Ekspres thế hệ đầu tiên, Siemens Desiro ET425M

| Nhà sản xuất             | - Siemens - CRRC Changchun Railway Vehicles                                                      |
| Số lượng tàu             | - 8 (Siemens Desiro) - 2 (CRRC Changchun Equator)                                                |
| Số lượng toa             | - 2 toa đầu kéo - 2 toa khách                                                                    |
| Kích thước               | - Dài - 68,7 m (225 ft 4+3⁄4 in) - Rộng - 2,84 m (9 ft 3+3⁄4 in) - Cao - 4,16 m (13 ft 7+3⁄4 in) |
| Trọng lượng              | 120 tấn trên mét                                                                                 |
| Điện khí hóa             | 25 kV 50 Hz AC                                                                                   |
| Gia tốc                  | 1 m/s2 (3,3 ft/s2)                                                                               |
| Tốc độ tối đa            | 200 km/h (124 mph)                                                                               |
| Tốc độ thương mại tối đa | 160 km/h (99 mph)                                                                                |
| Axle arrangement         | Bo′(Bo)′(2)′(Bo)′Bo′                                                                             |
| Số lượng hành khách      | 156 chỗ                                                                                          |
| Đường ray                | - Dài - 57 km (35,4 mi) - Khổ - 1.435 mm (4 ft 8+1⁄2 in)                                         |

## Lượt khách
| Lượt khách KLIA Ekspres | Lượt khách KLIA Ekspres | Lượt khách KLIA Ekspres               | Lượt khách KLIA Ekspres |
| ----------------------- | ----------------------- | ------------------------------------- | ----------------------- |
|                         |                         |                                       |                         |
| Năm                     | Lượt khách              | Ghi chú                               |                         |
| 2023                    | 1.440.773               |                                       |                         |
| 2022                    | 563.472                 |                                       |                         |
| 2021                    | 53.434                  | Cách ly hoàn toàn                     |                         |
| 2020                    | 388.949                 | Đại dịch COVID-19                     |                         |
| 2019                    | 2.156.302               |                                       |                         |
| 2018                    | 2.195.353               |                                       |                         |
| 2017                    | 2.275.650               |                                       |                         |
| 2016                    | 2.419.883               |                                       |                         |
| 2015                    | 3.470.710               | Cao kỷ lục                            |                         |
| 2014                    | 2.928.302               |                                       |                         |
| 2013                    | 2.063.419               |                                       |                         |
| 2012                    | 1.649.410               |                                       |                         |
| 2011                    | 1.581.476               |                                       |                         |
| 2010                    | 1.508.734               |                                       |                         |
| 2009                    | 1.419.827               |                                       |                         |
| 2008                    | 1.578.706               |                                       |                         |
| 2007                    | 1.780.384               |                                       |                         |
| 2006                    | 1.838.723               |                                       |                         |
| 2005                    | 1.604.404               |                                       |                         |
| 2004                    | 1.912.340               |                                       |                         |
| 2003                    | 1.697.574               |                                       |                         |
| 2002                    | 1.048.201               | Hoạt động từ ngày 14 tháng 4 năm 2002 |                         |

Ngày 19 tháng 9 năm 2005, công ty đã ăn mừng hành khách thứ 10 triệu trên KLIA express. Hành khách thứ 10 triệu là Emylia Rosnaida đã giành chiếc vé khứ hồi hạng thương gia đến Thành phố New York từ Kuala Lumpur.
Hành khách thứ 20 triệu vào ngày 12 tháng 12 năm 2007 là Sockalingam, đã giành được vé phổ thông bay đến Dubai.

## Hình ảnh

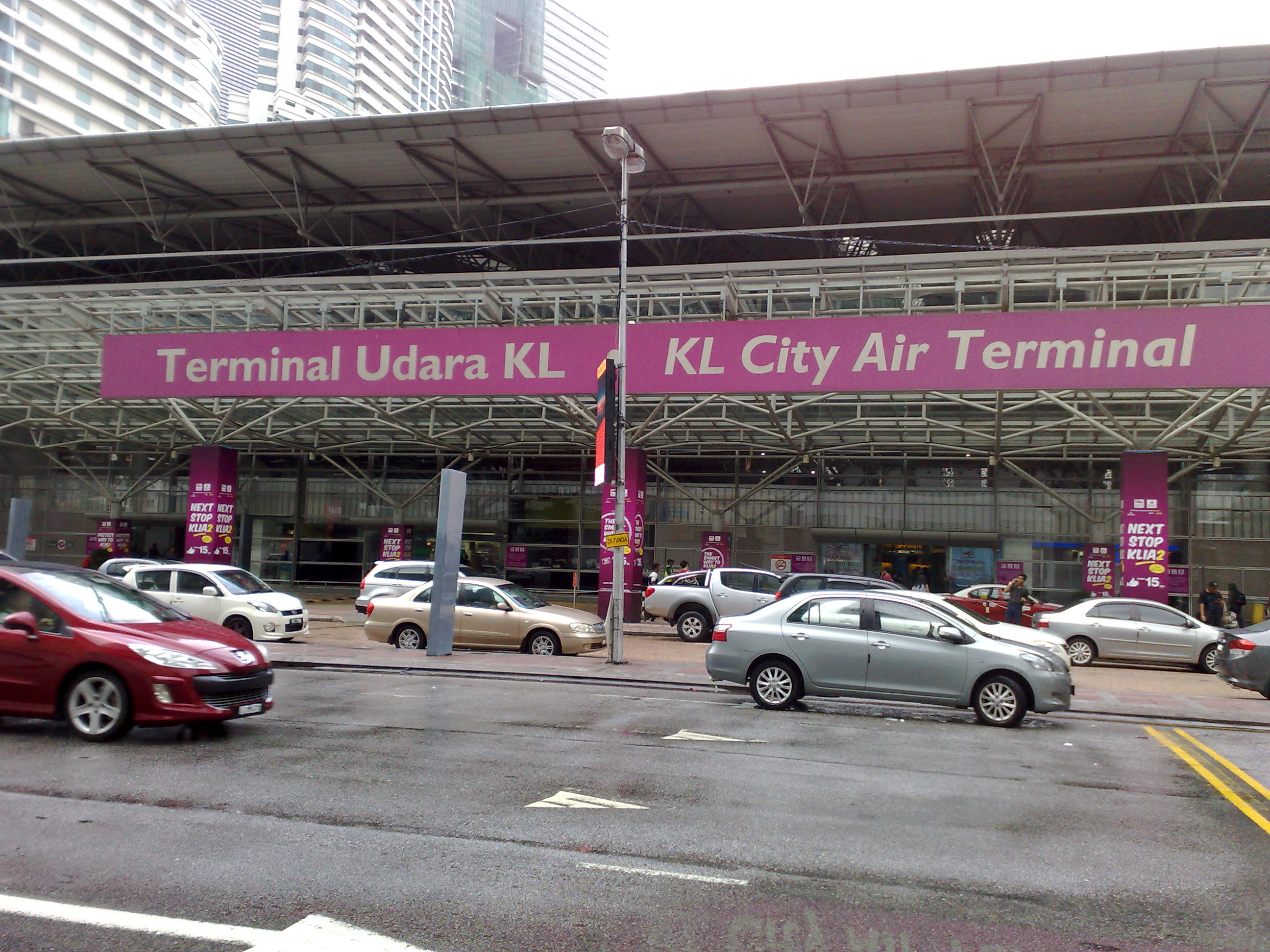
KL City Air Terminal
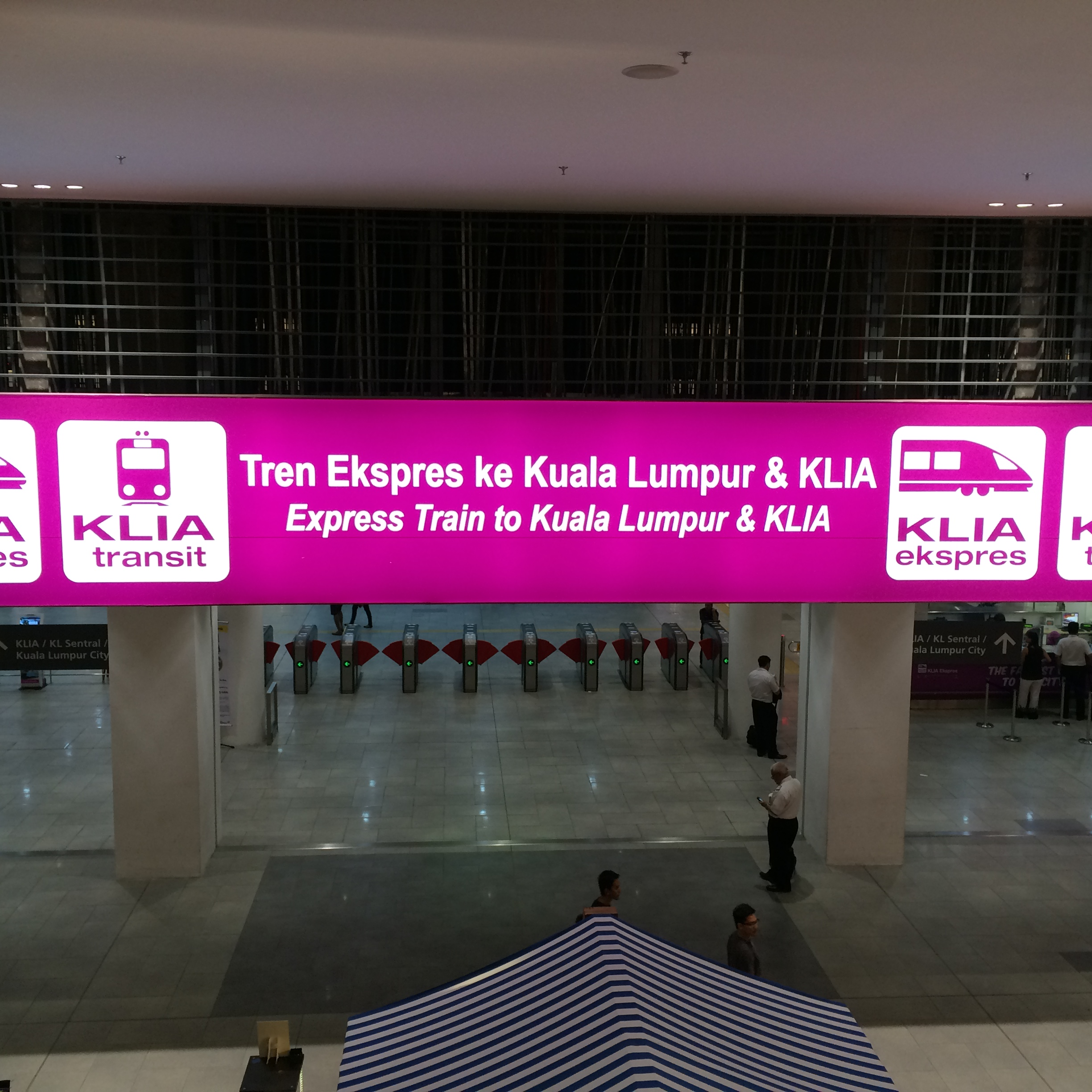
Lối vào Ga KLIA2 ERL tại KLIA2
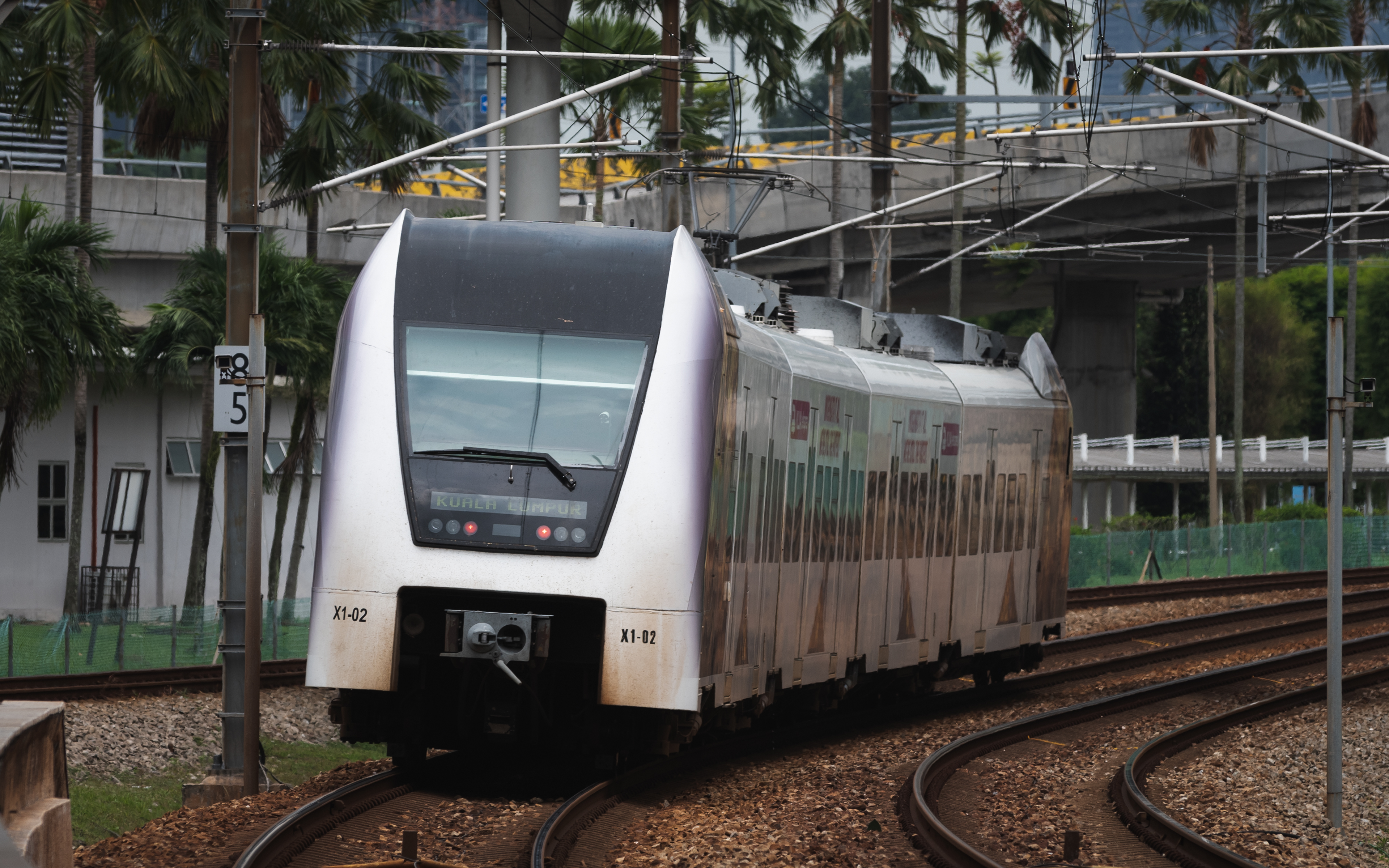
Đầu tàu KLIA Exspres Siemens ET425M EMU tại ga Bandar Tasik Selatan
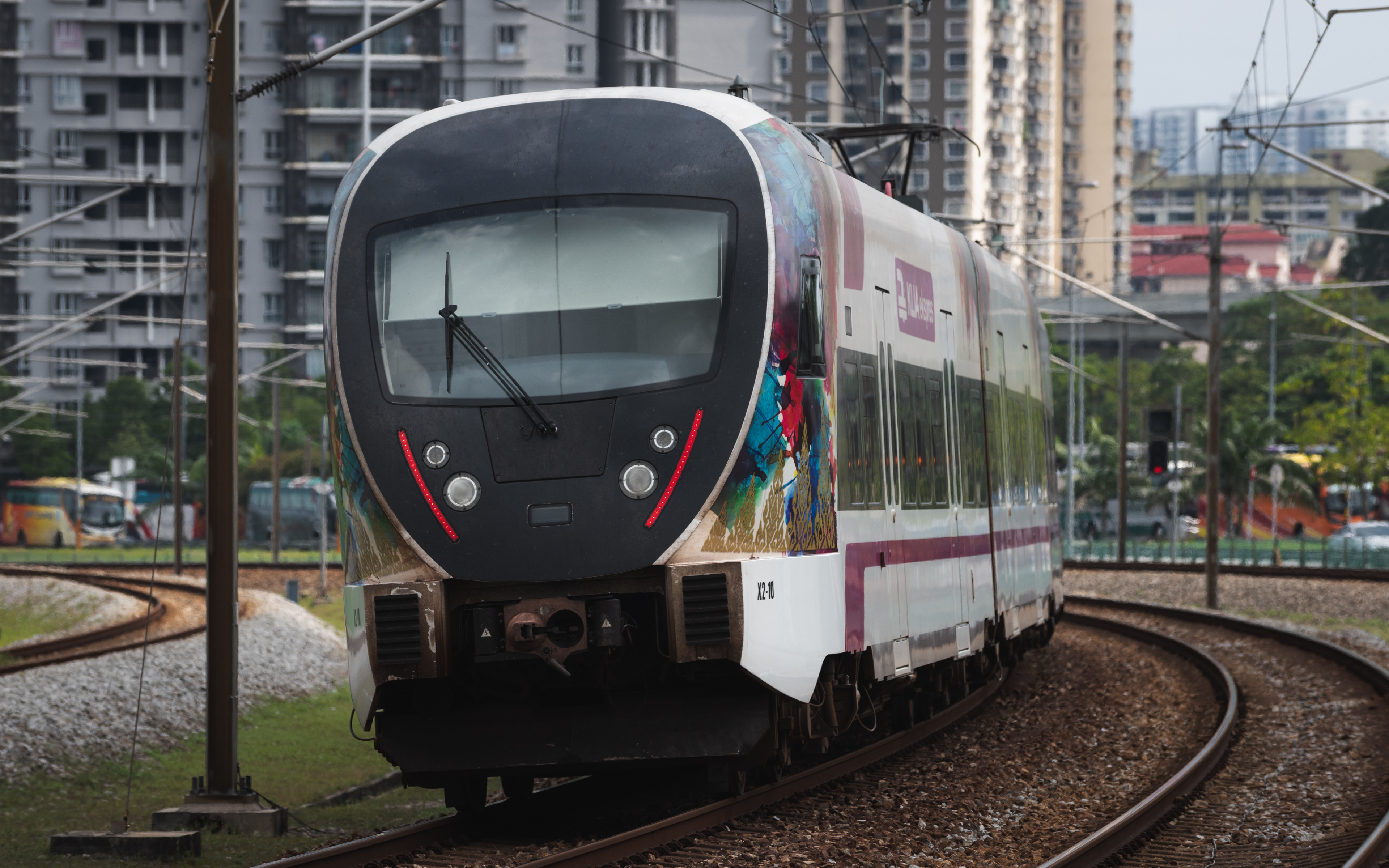
KLIA Exspres CRRC Changchun Equator EMU Train at Bandar Tasik Selatan Station